# Bulletin du Groupe du Bas Languedoc de l'association Sully
Le Bulletin du Groupe du Bas Languedoc de l'association Sully, renommé par la suite Sully, est un journal protestant et royaliste français. Lié dans un premier temps à l'Association Sully, il mènera une brève existence indépendante.

## Historique
Le Bulletin du Groupe du Bas Languedoc de l'association Sully, publie son premier numéro le 15 décembre 1933,.
Après son 10e numéro, de novembre 1937,, le bulletin est renommé Sully,, et prend une envergure nationale. Il disparaît en même temps que l’Association Sully en 1939.
D'octobre 1942 à août 1944 il est recréé de manière indépendante par Noël Vesper,.

## Description
Le Bulletin du Groupe du Bas Languedoc de l'association Sully, publiera au total 85 numéro et atteindra les deux mille abonnés,, avec un tirage moyen de cinq mille exemplaires.
Bimensuel, dans un premier temps il deviendra mensuel, à partir de son no 14 de juillet 1934,. Auparavant une n'avait été mensuel que durant l'été et l'automne 1934 et 1935. Elle a un format de 31 cm * 24 cm.
Elle est imprimée par l'Imprimerie Nouvelle à Nîmes.
L'édition de Montpellier est dirigé par Alfred-Henri Chaber et celle de Nîmes par Pierre Delpuech,,. Ses principaux rédacteurs sont Noël Vesper,,,, l'avocat Gaston Mercier, et Philippe Secrétan pour la partie économie et société, Étienne de Seynes, Ernest Langerau, Hubert Rothe, et le générale Clément-Grandcourt.

## Ligne éditoriale
Le bulletin apporte son soutien aux franquistes, lors de la guerre d'Espagne, au nom de la défense du christianisme conte la « doctrine communiste athée et anti-chrétienne », mais se montre très critique vis-à-vis d'Adolf Hitler et du nazisme.
Toutefois, durant sa courte réapparition, sous la plume de Noël Vesper, il adopte une ligne collaborationniste et antisémite,.

## Avis et critiques
En 1969, Roland de Pury, ancien membre de l'Association Sully devenu, par la suite, partisan de Karl Barth, dit avoir honte de la position prise par Sully durant la collaboration. Il ajoute qu'il est important de distinguer « la droite honorable qui n'a jamais versé dans le pétainisme et antisémitisme et la droite fasciste. ».

#### Travaux universitaires
- Grace Davie, Right Wing Politics among French Protestants (1900-1944), with special reference to the Association Sully, doctorat, London School of Economics, 1975
- Yves Freychet, « Sully », analyse politique d'un périodique protestant et monarchiste (1933-1944), sous la direction de Pierre Bolle et Jean Godel, 1980
- Cédric Tartaud-Gineste, Les Protestants royalistes en France au XXe siècle, doctorat, sous la direction de Jean-Pierre Chaline, Université Paris-Sorbonne, 2003, « Sully, approche technique et thématique » lire en ligne

#### Ouvrages généraux
- Aimé Bonifas, Les Protestants nîmois durant les années noires (1940-1944), 1993
- Patrick Cabanel :
  - Les protestants et la République, de 1870 à nos jours, 2000, p. 153 ; 158-162
  - Histoire des protestants en France, XVIe – XXIe siècle, 2012, p. 1082
- Avezou Laurent, Sully à travers l'histoire : les avatars d'un mythe politique, 2001, p.464 à 467